# アルビオン作戦
アルビオン作戦（ドイツ語:Unternehmen Albion）は、1917年の9月から10月にかけてドイツ帝国がロシア臨時政府の統治下にあったサーレマー島、ヒーウマー島、ムフ島などの占領を企図した陸・海の作戦である。このうち陸上での作戦行動は、掃海の実施や沿岸砲を制圧した後に10月11日のサーレマー島への上陸から始まり、16日にはサーレマー島はドイツ軍が制圧するに至った。またロシア軍は18日にムフ島を放棄した。
二度の失敗の後、ドイツ軍は10月19日にヒーウマー島への上陸を果たし翌20日には島を占領した。一方ロシアのバルト海艦隊は、17日のムーン入り江の海戦での敗北の後にこの海域から撤退した。ドイツ帝国は10月12日から作戦終了までの期間で2万人の捕虜を得るとともに、100門の火砲を鹵獲した。

## 前史
バルト海での海軍の活動はあまり派手な物ではなかった。日露戦争によってツァーリの海軍はバルト海艦隊と太平洋艦隊のほぼすべてを失っており、残っていたのは時代遅れか小さすぎるかする船だけだった。つまり、大戦勃発前のロシア帝国海軍は復興の第一段階にあった。バルト三国におけるロシア海軍は非常に弱体だった。「ピョートル大帝の城」を意味するはずの首都ペトログラードの防御も整っておらず、フィンランド湾の防衛体制は部分的にしか完成していなかった。その防衛帯の最も西にあたる部分にバルト諸島とオーランド諸島が位置していた。
一方、ロシア海軍が弱体なことで、ドイツ帝国海軍はなんでもできるように見えたが、戦略的な意味での焦点は明らかに北海にあり、そこで圧倒的な力を持つイギリス海軍と対峙する必要があった。したがって、この方面の最高指揮官であるバルト海艦隊司令長官（OdO）のハインリヒ・フォン・プロイセン大提督には、大部分が時代遅れの少数の戦力しかなかった。主力は旧式戦艦や装甲巡洋艦や軽巡洋艦、それに水雷艇もあった。
双方共に弱体で、さらに冬季の何ヶ月かは流氷のために航行不能という状況から、いずれも海軍力を敵領域に侵攻させることには消極的で、たまに起きた不期遭遇戦でも普通は引き分けに終わっていた。
しかし、戦争の始めに、ロシアはドイツ海軍の暗号書を捕獲していた。それによって、ロシアとイギリスはいずれもドイツ軍の無電を解読できるようになった。ロシアは先の戦争で機雷の運用経験を得ており、浅海であるバルト海に広大な機雷原を設置した。ドイツもまた、機雷を使う用意をしていたのでそれに続き、結果、バルト海は非常に危険な水域となった。双方とも、潜水艦による待ち伏せを試みた。
この海の状況に決定的な変化を与えたのは陸上の戦況だった。戦争の進行に伴い、ドイツ軍はバルト海の沿岸部で大きく前進し、その地のロシア海軍の基地を占領していったことで、ロシア側の艦船の行動範囲は狭められていった。戦線はリガ湾にまで達したことで、ドイツ軍は侵攻中の陸軍部隊を海上から支援し、補給しようとした。
ロシア側もこれを阻止しようとして、艦隊をこの方面に集中させた。これは周辺のロシア側の拠点、フィンランド湾、ハンコ、ヘルシンキ、タリン、クロンシュタットなどによって支えられていた。

## バルト諸島
バルト三島は大北方戦争以後、ロシア帝国のリフリャント県に属していた。土地は平坦で、森林と沼沢地が点在する中に、開墾された農地と農場、それに131以上のバルト・ドイツ人の貴族の邸宅と小村が広がっていた。諸島では飛び抜けて大きな町であるクレサーレ（ドイツ語ではアレンスブルク）には行政府が置かれていた。
人口は5万から6万で、大部分は農民または漁民であり、エストニア人だった。役人や上流階級や知的階層などは大抵はバルト・ドイツ人か少数のロシア人に独占されていた。作戦期間中、住民は様子見しており、どちらかに味方することはなかった。

## 序盤戦

### 上陸まで
悪天候による遅延の後、最終的に1917年10月11日に攻撃が開始された。10月10日の夕刻、重装の部隊はPutziger Wiekを出発し、夜の間にWindauからの部隊と合流した。上陸軍の司令部は旗艦「モルトケ」に乗り込んでいた。午後の間、兵員輸送船は攻撃部隊とともに4縦隊をなし、速力9ノットで北に向かった。一方、掃海部隊は機雷原の中に航路を作り出す努力を続けた。夜間、波浪が増したことで掃海部隊の動きは妨げられ、予定時刻までには機雷原の掃海が終わらなかった。奇襲効果が失われることを恐れたシュミット提督は、満載状態の輸送船と価値ある戦闘艦を危険にさらすことを決断した。上陸船団は掃海の終わってない作戦海域を素早く通過した。機雷原を抜けたにもかかわらず、大きな損害は発生しなかった。ただ工兵を輸送していた小型蒸気船「コルシカ」が午前5時頃に機雷によって大きく損傷した。乗組員および搭乗していた兵員は水雷艇などに移乗し、船は浅瀬に乗り上げて修理を待つことになった。

### 上陸開始

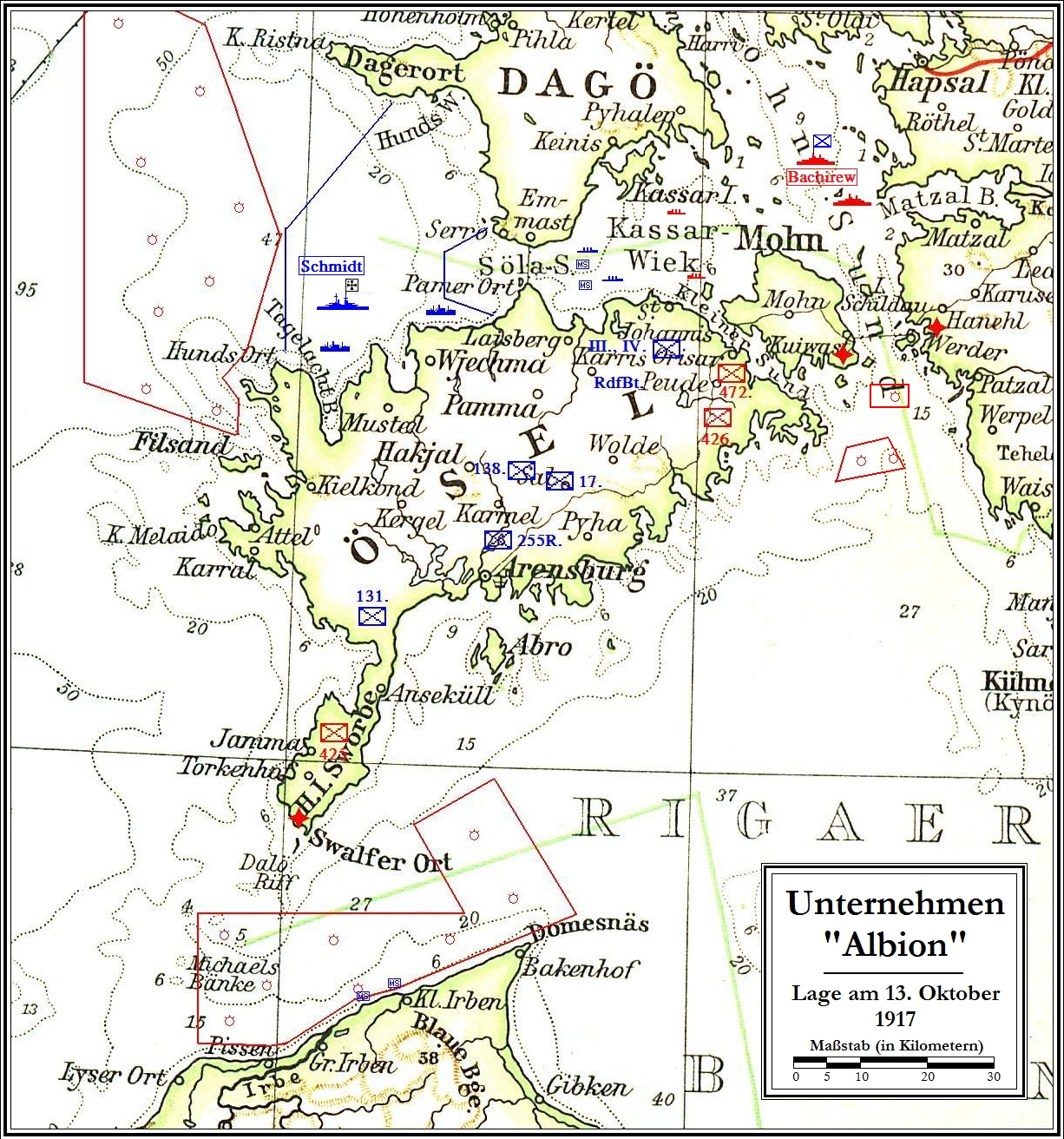
10月13日の戦況。独軍(青)がサーレマー島(オーゼル島)主要部を制圧し、露軍(赤)は島の南部スルヴェ半島と東部に分断されている

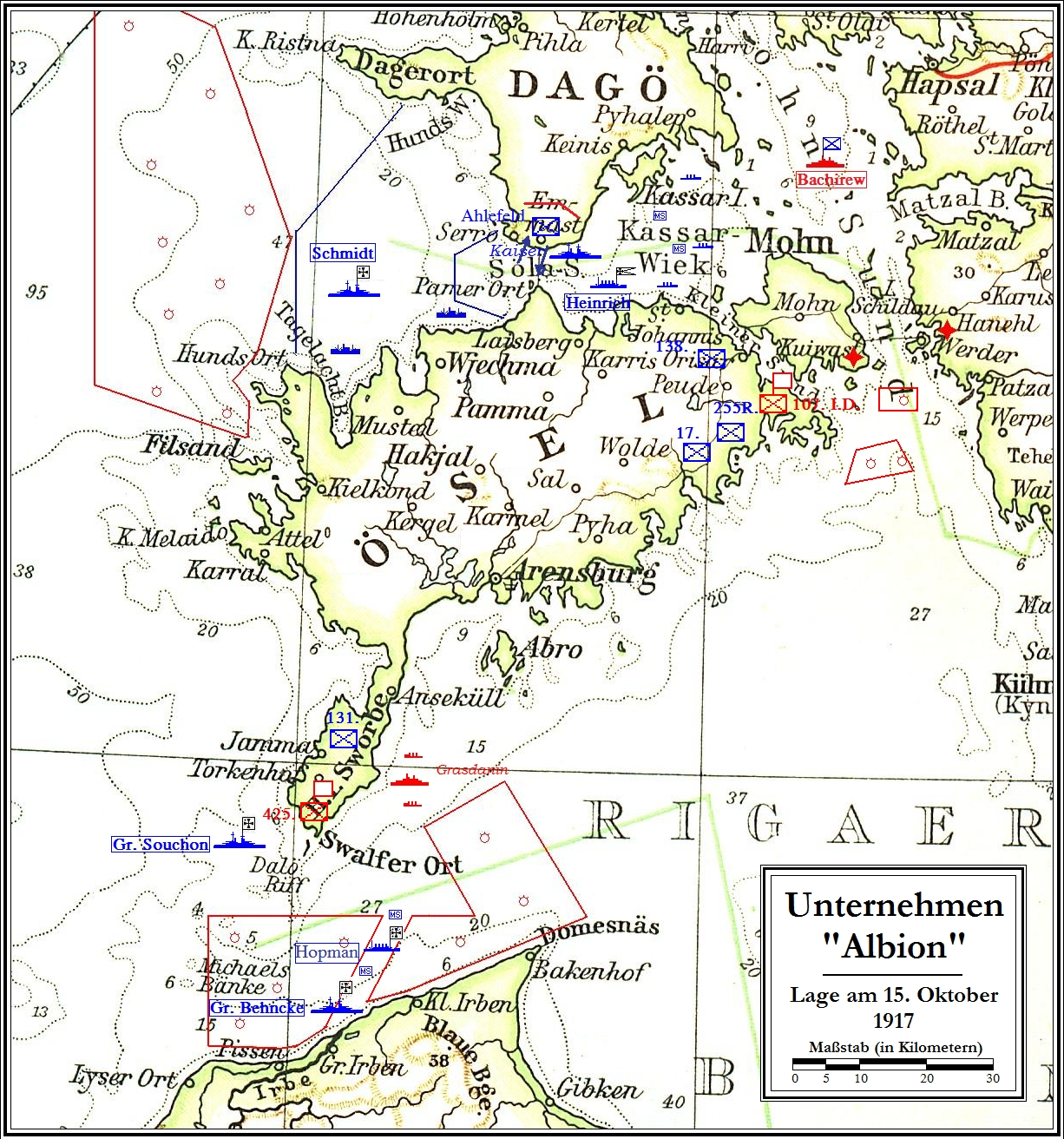
10月15日の戦況。サーレマー島はほぼ制圧され、露軍は島の南端部および東端部に追い詰められている。独軍はヒーウマー島（ダゲー島）にも上陸

1917年10月12日

## その後
ドイツは1918年に敗北し、その主な要因は西部戦線にあったことから、東部での出来事はアルビオンを含めて無視されがちだった。以後の扱いは、東西で違った経緯を辿った。西部戦線と北海での出来事は、西側諸国とドイツの歴史家たちが主に扱った。ソ連では、敗戦とは帝政および臨時政府の責任によるものだったことから、関心が低かった。
Erich von Tschischwitz将軍は1931年にこの作戦に関する最初の論文を発表し、アメリカ軍によるものを含む注目を得た。しかし少々奇妙なことに、アルビオン作戦は陸軍大学では講義の題材とされたが、アメリカ海軍とアメリカ海兵隊からは注目されなかったようである。
この戦いを扱ったドイツの公式戦史である Krieg zur See. 1914–1918の第3巻Krieg in der Ostsee. Von Anfang 1916 bis Kriegsendeは第二次世界大戦のため、1964年まで刊行が遅れた。